# Базилевич Андрій Ярославович
Андрі́й Яросла́вович Базиле́вич (нар. 15 січня 1967, м. Львів) — український науковець, доктор медичних наук, професор, лікар. Президент Світової федерації українських лікарських товариств.

## Життєпис
Народився у Львові в родині лікарів. Закінчив Львівський державний медичний інститут (з відзнакою), спеціальність — лікувальна справа (1989). Магістр з державного управління — закінчив Львівський регіональний інститут державного управління Української академії державного управління при Президентові України (2002).
З 1991 року працює у Львівському національному медичному університеті імені Данила Галицького, професор кафедри пропедевтики внутрішньої медицини № 1.
Працював на посаді проректора з лікувально-профілактичної роботи Львівського національного медичного університету ім. Данила Галицького з лютого 2015 року по листопад 2018 року. За сумісництвом працював завідувачем кафедри управління охороною здоров'я (2000—2005), завідувачем сектору управління охороною здоров'я кафедри державного управління та місцевого самоврядування Львівського регіонального інституту державного управління (2005—2013) Національної академії державного управління при Президентові України.
Кандидат медичних наук (зі спеціальності кардіологія) — 1999 рік; доктор медичних наук (зі спеціальності внутрішні хвороби) — 2011 рік, професор — з 2016 року.
Лікарська спеціалізація: терапія (з 1991) — категорія вища; управління охороною здоров'я (з 1995) — категорія вища.
Автор понад 300 наукових праць, співавтор 2 патентів, 4 монографій. Співавтор 4 підручників (з грифом МОЗ, МОН — для вітчизняних та іноземних студентів, лікарів).
Член редколегій 3 українських і 3 іноземних журналів, зокрема всепольського журналу «Загальна та профілактична медицина» (м. Люблін). Головний редактор фахового журналу «Медичний вісник» (з 2022 року).
З 1998 року залучався як дослідник і експерт до виконання міжнародних проєктів. Ініціював включення України в проведення некомерційного дослідження EUROASPIRE-IV, EUROASPIRE-V.
Розробив і керує створенням теренкурів у 12 парках Львова, серед них регіональний ландшафтний парк «Знесіння» (2019—2020), Замарстинівський лісопарк (2022). 

## Громадська діяльність
Член Українського лікарського товариства у Львові (голова у 2009—2013 і 2015—2017 роках). Член Благодійного фонду «Клуб Левів міста Львова» (з 2007). Член правління Всеукраїнського лікарського товариства, член правління Української асоціації сімейної медицини. З 2016 року — президент Світової федерації українських лікарських товариств.
Один зі співорганізаторів 3 з'їздів, 25 науково-практичних конференцій, співголова XVII Конгресу Світової федерації українських лікарських товариств.
Член Громадської ради при Львівській обласній державній адміністрації.
Брав участь у парламентських слуханнях з приводу реформ охорони здоров'я та вищої медичної освіти України.

## Напрями наукових досліджень
Базилевич Андрій Ярославович Особливості перебігу ішемічної хвороби серця у поєднанні з неалкогольною жировою хворобою печінки: механізми формування, діагностика, оптимізація лікування, прогноз: автореф. дис. … д-ра мед. наук: 14.01.02 — Внутрішні хвороби / А. Я. Базилевич; Львівський національний медичний університет імені Данила Галицького. — Л.: б. в., 2011. — 32 с.
Наукові керівники: доктор медичних наук, професор Дутка Р. Я., завідувач кафедри пропедевтики внутрішніх хвороб (Львівський державний медичний університет імені Данила Галицького) та доктор медичних наук, професор Долженко М. М., завкафедри кардіології (Національний університет охорони здоров'я України імені Платона Шупика).

## Список опублікованих праць
- Особливості процесів ліпопероксидації і антиоксидантного захисту у хворих на стабільною стенокардію напруження та їх корекція // Практична медицина. — 1996. — № 1—2. — С. 46—51.
- Особливості обміну холестерину, ліпопероксидації та стану антиоксидантної системи при стабільній стенокардії напруження // Український кардіологічний журнал. — 1997. — № 1 (випуск II). — С. 67—68.
- Вплив на порушення енергозабезпечення міокарда у хворих на прогресуючу стенокардію напруження (співавт. Р. Я. Дутка, М. Ф. Тимочко) // Практична медицина. — 1997. — № 3—4. — С. 82—86.
- Особливості процесів енергозабезпечення міокарда у хворих на прогресуючу стенокардію напруження (співавт. Р. Я. Дутка, М. Ф. Тимочко, О. Ф. Файник) // Український кардіологічний журнал. — 1997. — № 6 (випуск II). — С. 19—21.
- Значення антиоксидантного захисту в метаболічних процесах при ішемії міокарда // Український кардіологічний журнал. — 1997. — № 6 (випуск II). — С. 99—102.
- Processes of energy supply and lipid peroxidation in unstable angina (Dutka R., Tymochko M.) // J. fur kardiologie. — 1997. — № 2. — P. 112.
- Диференційований підхід до фармакотерапії стенокардії напруги з урахуванням механізму ліпопероксидації (співавт. Р. Я. Дутка) // IV з'їзд кардіолоґів України: Тез. доп. — Київ, 1993. — С. 11.
- Особливості процесів перекисного окислення ліпідів та антиоксидантного захисту у хворих з нестабільною стенокардією (співавт. Р. Я. Дутка, М. Ф. Тимочко) // Український кардіологічний журнал — 1994. — № 4. — С. 27.
- Процеси енергозабезпеченя міокарда та перекисного окислення ліпідів при прогресуючій стенокардії напруження (співавт. Р. Я. Дутка, О. Ф. Файник) // Український кардіологічний журнал. — 1996. — № 3 (додаток). — С. 35-36.
- Особливості ліпопероксидації та стану антиоксидантної системи (АОС) при стабільній стенокардії напруження // Інформаційно-керуючі системи на залізничному транспорті. — 1996. — № 5. — С. 33—35.

## Нагороди, відзнаки
- Медаль Всеукраїнського лікарського товариства «За працю і звитягу в медицині»;
- Почесний Амбасадор Львова (на 2018—2020 роки)[3];
- Орден Святого Пантелеймона (2021)[4]